# Sisomicina
La  sisomicina è il principio attivo di indicazione specifica contro le infezioni da Gram negativo per cui la gentamicina, molecola di prima scelta, non ha dato gli effetti sperati.

## Meccanismo di azione
Come tutti gli aminoglicosidi non viene assorbito dall'apparato gastrointestinale per questa specifica particolarità l'unica somministrazione permessa rimane quella parenterale. Solitamente viene somministrato in combinazione con alcuni diuretici.

## Controindicazioni
Sconsigliato in soggetti con insufficienza renale, da evitare in caso di gravidanza e uso prolungato. Particolare interesse a soggetti quali bambini e anziani.

## Effetti indesiderati
Fra gli effetti collaterali più frequenti si riscontrano ipomagnesiemia, nausea, rash cutaneo, senso di vomito.